# پرتوانی
پرتوانی، به توانایی سلول‌های گیاهی در تبدیل شدن به گیاه کامل از طریق فرآیندهای مشخص و برنامه‌ریزی شده و تحت شرایط رشدی مناسب گفته می‌شود. بنا به تعریف دیگر پرتوانی قابلیت سلول تمایززدایی شده در حفظ و بیان تمامی ژنوم لازم برای تولید موجود کامل می‌باشد.